# مجزرة عائلة أحمد (10 أكتوبر 2023)
مجزرة عائلة أحمد (10 أكتوبر 2023) هي مجزرةٌ ارتكبها سلاح الجوّ الإسرائيلي حينما أغارَ على منزل يتبع لعائلة أحمد. وخلال الساعات الأولى ليوم الثلاثاء الموافق 10 أكتوبر 2023 قام سلاح الجو بشن سلسلة غارات على مخيم جباليا، واستهدفت هذه الغارات منزل سكني يعيش به كافة أفراد عائلة أحمد. هذه المجزرة من ضمن عدة مجازر وقعت خلال عملية طوفان الأقصى. تسبّبت هذه المجزرة الإسرائيليّة والتي استهدفت منزل يضم عدد من المدنيين إلى استشهاد أكثر من 14 شهيداً من عائلة أحمد وجميعهم من عائلة واحدة.

## خلفية الحدث
في ساعاتِ الصباح الأولى من يوم السابع من أكتوبر 2023 أطلقت حركة المقاومة الإسلامية حماس عبر ذراعها العسكري كتائب الشهيد عز الدين القسام عملية طوفان الأقصى وذلك ردًا على الاعتداءات الإسرائيلية وتدنيس الأقصى والاستمرار في الاستيطان، كما أكّد على ذلك محمد الضيف القائد العام للقسّام والذي أعطى إشارة انطلاق العمليّة التي شهدت اقتحامًا من المقاومين لمستوطنات غلاف غزة ونجحوا في قتلِ عدد كبيرٍ من الجنود الإسرائيلين، وأسر عشرات آخرين كما استطاعوا خلال ساعات قطع عشرات الكيلومترات ووصلوا لمستوطنات أبعد من تلك المحيطة والقريبة من قطاع غزة.
استمرَّت الاشتباكات بين الجيش الإسرائيلي وبين المقاومين في عديد من المستوطنات وعلى رأسها مستوطنة سديروت. الرد الإسرائيلي على هذه العمليّة جاء من خلال شنّ سلاح الجو الإسرائيلي عشرات الغارات العشوائيّة على القطاع متسبّبة في مقتل عشرات المدنيين وتدمير البنية التحتية لمدن القطاع، ليصل حد فرض إغلاق شامل وقطع متعمد لكل الخدمات من ماء وكهرباء وغاز، وهو ما هدَّد حياة أكثر من مليونَي فلسطيني يعيشُ داخل القطاع الذي يُعاني أصلًا من تبعات الحصار الخانق عليهم منذ ستة عشر عاماً.

## الضحايا
1. خديجة محمد أحمد
2. ضياء علاء الدين أحمد
3. رأفت علاء الدين أحمد
4. إسراء زكريا أحمد
5. عبيدة رأفت أحمد
6. يامن رأفت أحمد
7. أحلام زكريا أحمد
8. قصي محمد علاء أحمد
9. ليندا محمد علاء أحمد
10. هايدي محمد علاء أحمد
11. سيدرا محمد علاء أحمد
12. هيفاء علاء أحمد
13. غيداء علاء أحمد (فرحات)
14. كنان محمد فرحات